# Josef Ruederer

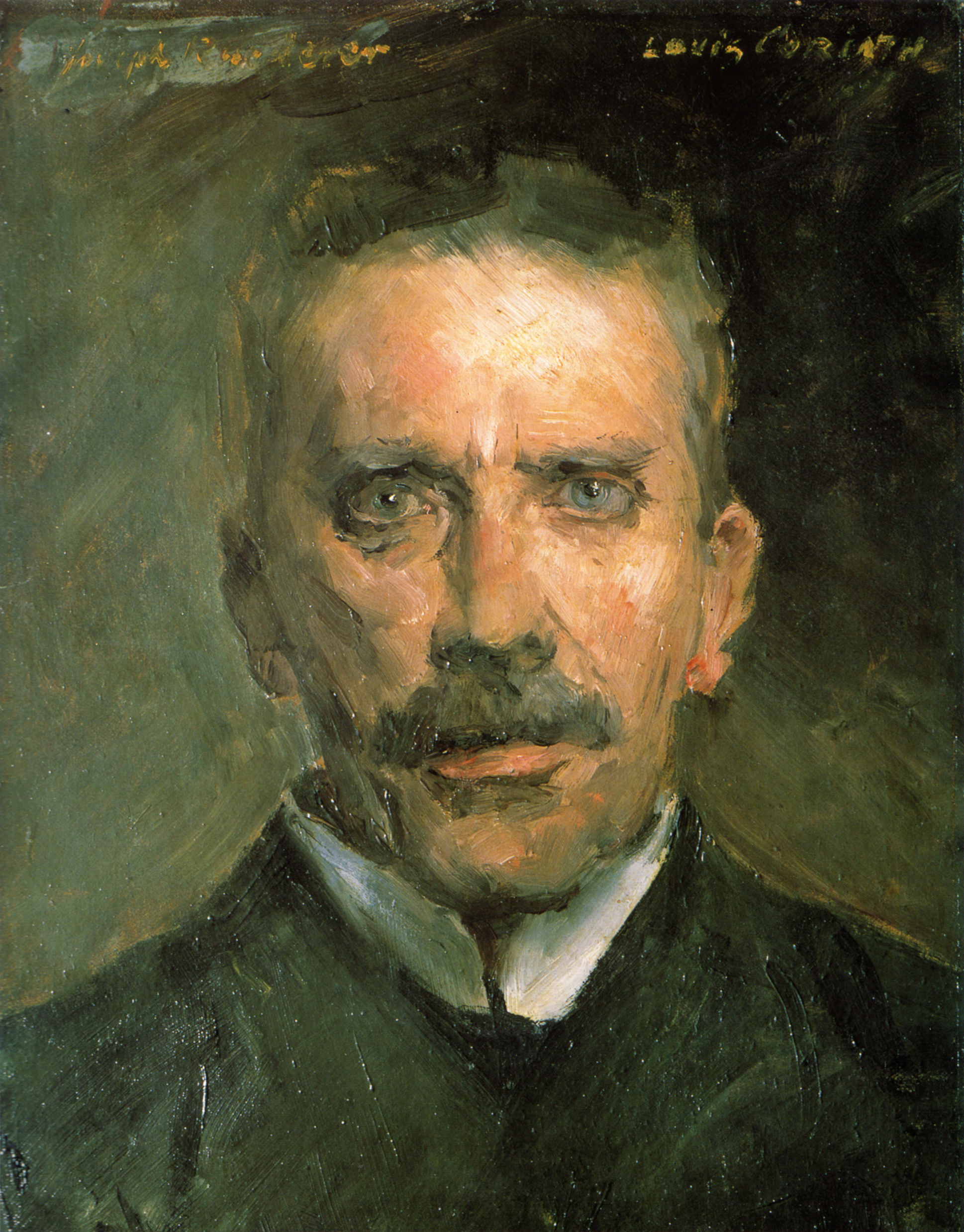
Lovis Corinth: Porträt des Dichters Josef Ruederer, 1904

Josef Anton Heinrich Ruederer (* 15. Oktober 1861 in München; † 20. Oktober 1915 ebenda) war ein deutscher Schriftsteller.

## Leben
Ruederer war der Sohn des Bankiers Josef Franz Ruederer und dessen Ehefrau Anna Theresia Koeck. Seine Eltern zählten zum Großbürgertum Münchens: der Vater war Direktor der Bayerischen Handelsbank, Mitbegründer und Großaktionär der Löwenbrauerei sowie portugiesischer Generalkonsul und seine Mutter stammte aus einer reichen Bierbrauerfamilie (→Mathäser).
Nach seiner Gymnasialzeit ging Ruederer 1882 nach Coburg und erfuhr dort bis 1885 eine kaufmännische Ausbildung bei der Coburg-Gothaischen Kreditanstalt. Im Anschluss daran studierte er an der Humboldt-Universität zu Berlin Geschichte und wurde 1888 zum „Dr. phil.“ promoviert. Zurück in München heiratete Ruederer noch im selben Jahr Elisabeth Wilhelmine, eine Tochter des Mediziners Ludolph Gazert. Der Arzt Hans Gazert war sein Schwager.
Mit seiner Ehefrau und seinen Kindern Hans und Margarethe wohnte er ab 1888 zehn Jahre in Schwabing. Später ließ er sich von Architekt Max Langheinrich (Architekturbüro Friedrich von Thiersch) in der Maria-Theresia-Straße 28 eine großzügige Villa erbauen. Auf Grund einer gescheiterten Patentsache verlor er einen Großteil seines Vermögens und zog nach Farchant bei Garmisch. Während dieser Zeit wandte sich Ruederer der Schriftstellerei zu und kehrte nach München zurück.

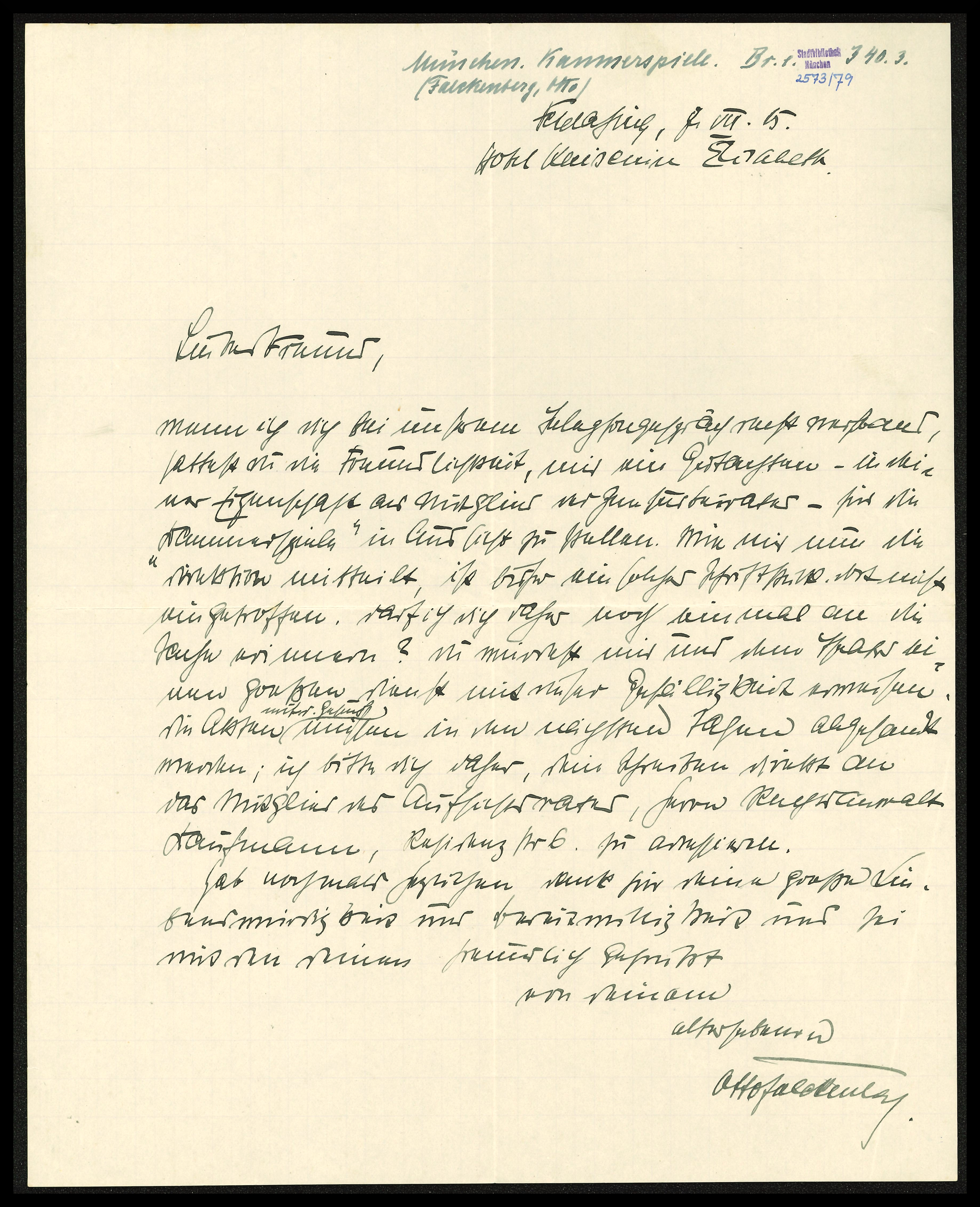
Brief von Otto Falckenberg, Dramaturg der Münchner Kammerspiele, an Josef Ruederer vom 08.07.1915

Ruederer gehörte zum Umfeld der Münchner Sezession und hatte Kontakte zur Zeitschrift Die Gesellschaft. 1901 war er Mitgründer des Kabaretts Die Elf Scharfrichter. Zwischen 1908 und 1912 berief man ihn in den Königlichen Theaterzensurbeirat.
Josef Ruederer starb 1915 im Alter von 54 Jahren.

## Grabstätte
Die Grabstätte von Josef Ruederer befindet sich auf dem Münchner Waldfriedhof (Grabnr. 38-W-30a/b).

## Namensgeber für Straße
Nach Josef Ruederer wurde 1962 in München im Stadtteil St. Benno (Stadtbezirk 3 - Maxvorstadt) die Josef-Ruederer-Straße benannt.

## Ehrungen
- 1904 schuf Lovis Corinth ein Porträt (Ölgemälde) von Josef Ruederer (Städtische Galerie im Lenbachhaus)[3]
- Der Josef-Ruederer-Brunnen nach einem Entwurf des Bildhauers Eduard Beyrer in den Maximiliansanlagen (München) ist ebenfalls nach ihm benannt

## Rezeption
In den Romanen und Komödien vor dem Ersten Weltkrieg prangerte Ruederer den sittlichen Verfall in der Stadt, die Korruption, Heuchelei, das „Schnackerlhafte“ der Oberbayern an. Er ging somit auf Konfrontation mit Ludwig Thoma, der ihn als „allem Ländlichen fernstehenden Städter“ beschrieb, der schon die einfachsten Dinge falsch und unvollkommen wiedergibt.
Im Weltkrieg stand Ruederer der deutschen Sache kritisch gegenüber und begann ein mehrbändiges Romanwerk, dessen ersten Teil er 1915 kurz vor seinem Tod fertigstellte. Er wurde 1916 als Das Erwachen veröffentlicht, 1962 nochmal als Weißblaue Achtundvierziger. In diesem Roman schildert er die Entwicklung Münchens zur Zeit König Ludwig I.

## Werke (Auswahl)
Erzählungen
- Tragikomödien. 1897.
- Wallfahrer-, Maler- und Mördergeschichten. 1899.
- Münchener Satiren. 1907.
- Das Grab des Herrn Schefbeck. 1912.

Komödien und Tragikomödien
- Die Fahnenweihe. 1895.
- Die Morgenröte. 1904.
- Wolkenkuckucksheim. 1909.
- Prinz Dschem. 1920.
- Hochzeiter und Hochzeiterin. 1927.

Romane
- Geopfert! Eine Episode aus dem Leben eines Offiziers. 1892.
- Ein Verrückter. Kampf und Ende eines Lehrers. 1894.
- Das Erwachen. 1916 (Erster Band eines Romanwerkes)

Werkausgabe
- Hans-Reinhard Müller (Hrsg.): Josef-Ruederer-Werkausgabe. Süddeutscher Verlag, München 1987.

1. Das Erwachen.
2. Ein Verrückter.
3. Hochzeite und Hochzeiterin und anderer Tragikomödien in Prosa.
4. München
5. Theaterstücke.